# باول جاستن
باول جاستن (بالإنجليزية: Paul Justin)‏ هو لاعب كرة قدم أمريكية أمريكي، ولد في 19 مايو 1968 في شامبورغ في الولايات المتحدة.

## وصلات خارجية
- باول جاستن على موقع مرجع كرة القدم المحترفة.كوم (الإنجليزية)